# Nampabius virginiensis
Nampabius virginiensis är en mångfotingart som beskrevs av Chamberlin 1913. Nampabius virginiensis ingår i släktet Nampabius och familjen stenkrypare. Inga underarter finns listade i Catalogue of Life.